# Temporada d'huracans de l'Atlàntic de 1959
La temporada d'huracans a l'Atlàntic de 1959 va començar oficialment l'1 de juny de 1959, i va durar fins al 30 de novembre del mateix any. Aquelles dates delimiten de forma convencional el període de l'any el qual hi ha més ciclons tropicals que es formen a l'oceà Atlàntic. La temporada va començar el 28 de maig, que era uns dies abans de la data oficial, encara que és inusual la formació d'aquestes tempestes primerenques.
La tempesta més important d'aquell any va ser l'Huracà Gracie, que va causar deu morts quan va passar a prop de Beaufort (Carolina del Sud), on també va causar danys milionaris; uns altres onze van morir a causa d'un tornado generat pel Gracie quan ja estava debilitat. Una altra tempesta important va ser l'Huracà Escuminac, el tercer de la temporada. Aquest colpejar Nova Brunswick el 19 de juny en categoria encara d'huracà, enfonsant-se amb ell 22 vaixells i emportant-se la vida de 35 persones.

## Tempestes

### Tempesta tropical Arlene
Una ona tropical es va moure en direcció cap al Mar Carib i el Golf de Mèxic desenvolupant-se en una depressió tropical el 28 de maig. Les condicions eren generalment favorables, malgrat estar fora de la temporada oficial d'huracans, i es reforçà fins a arribar a ser una tempesta tropical al següent dia. Arlene arribà al seu màxim nivell amb 60 mph abans que les condicions fossin desfavorables i el debilitessin fins a una tempesta tropical de mínim nivell que va ser quan arribà a Louisiana el 30 de maig. Es va moure en direcció nord-est i es dissipà el 2 de juny després de provocar un dany total de 500.000 dòlars (dòlars dels EUA l'any 1959) i una mort.

### Tempesta tropical Beulah
El precursor de la tempesta tropical Beulah va ser un front fred que s'aturava a la Badia de Campeche el 15 de juny, la qual s'acumulava cap al nord-oest, convertint-se així amb una tempesta tropical l'endemà. Mentres s'acostava la línia de la costa Mexicana, una carena d'altes pressions que hi havia al nord va fer que el Beulah anés en direcció sud, on hi havia una velocitat del vent molt alta que va fer que no es dissipés fins al 18 de juny.

### Huracà Escuminac
El 18 de juny, una ràpida ona tropical que es movia en direcció nord-est va passar a prop d'un front fred que va fer que es desenvolupés fins a la categoria de Depressió tropical. Aquesta travessà Florida portant una pluja forta i un temps violent per tot l'estat. L'endemà, es convertí en una tempesta tropical, i al següent dia ja tenia la categoria d'huracà i es movia per l'Atlàntic nord. Es tornava extratropical després del 19 de juny, i colpejar prop d'Escuminac, Nova Brunswick, la nit del 19 al 20 de juny.
L'huracà va causar 33 defuncions i considerables danys sent un cicló extratropical. També causà 1.656.000 de dòlars (1959 USD) en danys a florida, la majoria dels quals venien d'un únic tornado a Miami.

### Huracà Cindy
Una zona de baixes pressions de límit frontal es va convertir en una depressió tropical el 5 de juliol per la part de l'oceà de la costa de Florida. Es movia cap al nord-est, on es va convertir en una tempesta tropical el setè dia del més. Un huracà petit, el Cindy anava en direcció oest, o colpejar al nord de Charleston (Carolina del Sud) el dia novè en forma d'huracà de nivell mínim. Girar i anar en direcció nord-est, i es debilitava com a depressió tropical. Com que es movia a velocitat alta sobre la Badia de Chesapeake amb la inestabilitat de l'atmosfera va permetre a Cindy reforçar-se com a tempesta tropical. Va continuar en direcció nord-est, i va passar a ser extratropical el onzè dia del mes, causant un recompte total d'una morta i 75.000 dòlars en danys.

### Huracà Debra
El desenvolupament de l'huracà Debra pot ser atribuït a un cor fred de baixes pressions. Desenvolupà una gran activitat tempestuosa sobre les Bahames i es va anar amuntegar cap a l'oest, progressivament s'anava organitzant una depressió tropical el 23 de juliol. Aquesta avançava lentament cap a l'oest, i es converteix en una tempesta tropical l'endemà. Debra va girar-se cap al nord a causa de la carena subtropical, i va colpejar entre Freeport i Galveston (Texas) el 25 de juliol com un huracà de mínim nivell. Es debilità sobre Texas, i es dissipà sobre Oklahoma occidental. Debra va provocar un total de 7 milions de dòlar (dòlars de 1959) en danys, però cap mort.

### Tempesta tropical Edith
La tempesta tropical Edith es va desenvolupar a partir d'una ona tropical el 17 d'agost, a l'est de les Antilles Menors. Va transformar-se en una tempesta tropical l'endemà, i va marcar la seva màxima velocitat al punt de les 60 mph i es mogué a través de les illes. Aquest moviment tan accelerat va contribuir a la seva dissipació, encara que, l'alta velocitat del vent el van debilitar fins que es va dissipar el 19 d'agost quan estava al sud de la República Dominicana.

### Huracà Flora
La combinació de baixes pressions i una ona tropical van afavorir l'aparició de la depressió tropical el 9 de setembre a l'atlàntic tropical. Va girar en direcció nord-est i va esdevenir la formació d'una tempesta tropical el dia deu del mateix més i va començar-se a considerar huracà a l'11. Com Flora accelerava en direcció en direcció nord-est i arribà al nord atlàntic, això va ocasionar que perdes les característiques tropicals el dia 12, romanent com un cicló extratropical potent durant els dos següents dies.

### Huracà Gracie
L'huracà Gracie va fer un camí inusual, constantment canviant de direcció quan es dirigia cap a Carolina del Sud. Va arribar a l'Estat en forma d'huracà i amb velocitat superiors als 120 mph el 29 de setembre, i van causa tornados que van travessar el sud-est dels Estats Units. Gracie va causar un total de 22 morts i 14 milions de dòlars (1959 dòlars) en danys, molts d'ells provinents de la devastació dels tornados.

### Huracà Hannah
El 27 de setembre es va desenvolupar una depressió tropical al mig de l'Atlàntic central. L'endemà ràpidament es reforçà, passant a ser considerat un huracà durant la nit del 28 de setembre. Va arribar a la seva màxima velocitat de 130 mph l'1 d'octubre, però no va arribar a ser cap amenaça, ja que no va tocar terra. Després va girar cap a l'est, i va romandre sent un huracà fins al dia 8 d'octubre, on va tornare extratropical quan arribar al sud d'Islàndia.

### Tempesta tropical Irene
Un front fred que s'estava dissipant passà per lloc de baixes pressions al nord del Golf de Mèxic va formar-se en una depressió tropical el 6 d'octubre. Aquesta esdevingué en una tempesta tropical l'endemà, i colpejar a prop de Pensacola (Florida) el 18 d'octubre amb una velocitat de 60 mph en forma de tempesta tropical. Irene es va dissipar el dia que va passar per sobre de Geòrgia, causant uns danys mínims.

### Huracà Judith
Una pertorbació avançava per la zona de convergència intertropical a través del mar Carib, produint un temps ventós. Una baixa es va formar al sud de Jamaica el 15 d'octubre. Poc després va emergir una altra baixa movent-se en direcció est des del Sud del Golf de Mèxic, el sistema combinat va fer desenvolupar una tempesta tropical al sud-est del Golf de Mèxic el 17 d'octubre. Judith es movia per sobre de Florida l'endemà després de convertir-se en un huracà, i va tornar a mar obert ràpidament, abastant el seu màxim en 80 mph, però constantment s'anava debilitant fins a arribar a dissipar-se el 21 d'aquell mateix més a l'est de les Bermudes.

## Rècords
La temporada va batre el rècord de la creació més primerenca de la quarta i cinquena tempesta. El Huracà Cindy va ser anomenat el 7 de juliol, i l'huracà Debra va ser el primer a arribar a la força d'huracà el 23 de juliol, després del desenvolupament de la tempesta tropical Arlene, de la tempesta tropical Belauh i del tercer huracà. Aquests dos rècords van ser rebatuts a la temporada de l'any 2005 quan es formava el Dennis el 5 de juliol i l'Emily es formava l'11 de juliol.

## Noms de les tempestes de 1959
Els noms següents van ser els utilitzats per a les tempestes anomenades (tempestes tropicals i huracans) que formaren al Nord atlàntic el 1959.
| - Arlene - Beulah - Huracà Cindy - Debra - Edith - Flora - Gracie - Hannah | - Irene - Judith - Kristy (no usat) - Lois (no usat) - Marsha (no usat) - Nellie (no usat) - Orpha (no usat) - Penny (no usat) | - Quella (no usat) - Rachel (no usat) - Sophie (no usat) - Tanya (no usat) - Udele (no usat) - Vicky (no usat) - Wilma (no usat) - Xcel (no usat) | - Yasmin (no usat) - Zasu (no usat) |